# Heinz Pagels
Heinz Rudolf Pagels (19 de fevereiro de 1939 – 23 de julho de 1988) foi um físico americano, professor de Física na Universidade de Rockefeller, Director Executivo da Academia das Ciências de Nova Iorque e presidente da Liga Internacional dos Direitos do Homem. É mais conhecido pelo público em geral pelos seus livros de divulgação científica O Código Cósmico (The Cosmic Code, 1982), Simetria Perfeita (Perfect Symmetry, 1985) e Os Sonhos da Razão (The Dreams of Reason: The Computer and the Rise of the Sciences of Complexity, 1988).